# CyberRebate
Cyberrebate.com, Inc. fue un tienda en línea fundada en mayo de 1998 que se declaró en bancarrota en mayo de 2001, tras el colapso de la burbuja puntocom.
La empresa vendía productos a precios enormemente inflados, hasta 10 veces los precios habituales, pero prometía a los clientes un rebate del 100%.
La empresa se basaba en la suposición de que el 50 % de sus clientes no solicitaría su rebate.

## Historia
Joel Granik, Joseph Lichter y Athan Vadiakas lanzaron el sitio web el 16 de mayo de 1998. Para noviembre del 2000, la empresa afirmaba haber entregado $39 millones en rebates a sus clientes.
En enero de 2001, era el tercer minorista en línea mejor clasificado en Estados Unidos y tenía 7.7 millones de usuarios web por mes.
La empresa se acogió a la protección por quiebra bajo el Capítulo 11, Título 11 del Código de los Estados Unidos el 16 de mayo de 2001, alegando pasivos por 83.3 millones de dólares y activos por 24.5 millones de dólares.Aproximadamente 80 millones se debían directamente a los clientes en reembolsos no pagados.En el momento de la declaración de bancarrota, había 9 clientes con reembolsos pendientes de entre 79,000 y 100,000 dólares cada uno.